# Billy E. Rhoades
Billy Eugene Rhoades  (* 27. September 1928 in Lima (Ohio); † 7. Mai 2021 in Bloomington (Indiana)) war ein US-amerikanischer Mathematiker und Hochschullehrer.

## Leben
Billy Eugene Rhoades wurde am 27. September 1928 in Lima (Ohio) als Sohn von Fern Pickering und Raymond G. Rhoades geboren. Er machte 1946 seinen Abschluss an der Lima Central High School und diente im Anschluss zwei Jahre als Militärmusiker (Saxophon) in der US-Army. Er spielte sowohl Baritonsaxophon als auch Klavier. In dieser Zeit lernte er auch seine spätere Ehefrau Mary Lou kennen, die er am 25. August 1949 heiratete. Mit ihr hatte er zwei Kinder, Paul und Carolyn.
Von 1948 bis 1951 besuchte Billy Rhoades die Ohio Northern University, die er mit Auszeichnung im Hauptfach Mathematik und im Nebenfach Physik abschloss. Nach zwei Jahren an der Rutger University, The State University of New Jersey (M.S. in Mathematik, 1953) begann er, am Lafayette College, Easton (Pennsylvania) zu unterrichten und arbeitete bei Albert Wilansky für seinen Ph.D. 1958 wurde er an der Lehigh University promoviert. Seine Dissertation hatte das Thema: Hausdorff Summability Methods. Er blieb bis 1963 als Assistant Professor am Lafayette College. Von 1963 bis 1965 war er als stellvertretender Direktor und dann als Executive Director des Committee on the Undergraduate Preparation in Mathematics (CUPM) in Berkley, Kalifornien tätig. Rhoades ging 1965 als außerordentlicher Professor für Mathematik an die Indiana University, Bloomington und wurde dort 1969 zum ordentlichen Professor ernannt. Seine Forschungsinteressen konzentrieren sich auf die Fixpunkttheorie und Summationsverfahren von Reihen.
1972 nahm Billy Rhoades mit seiner Familie ein Sabbatical und verbrachte die erste Hälfte mit Unterstützung eines Stipendiums in der Nähe von Stuttgart. Danach war er in Tel Aviv und hatte dort eine Forschungsstelle an der Fakultät inne.
Rhoades erhielt 1992 den Fulbright-Preis für die Erforschung mehrerer Fourier-, Walsh- und Orthogonalreihen an der Jozsef Attila University in Szeged, Ungarn. Außerdem erhielt er 1994 den Distinguished Services Award der Indiana Section der Mathematical Association of America und 1999 den Certificate of Meritorious Service Award der Mathematical Association of America. Rhoades war Mitglied beider Organisationen und war stellvertretender Vorsitzender und Vorsitzender von 1967 bis 1969 der Indiana Section der Mathematical Association of America und von 1969 bis 1972 als Section Governor.
1994 ging Rhoades nach langjähriger Lehr- und Forschungstätigkeit als emeritierter Professor der Indiana University in den Ruhestand. Im Laufe seiner wissenschaftlichen Laufbahn veröffentlichte er fast 400 Artikel. Einen großen Teil davon publizierte er noch nach seiner Emeritierung. In einer dieser Arbeiten (Hausdorff Prime Matrices) löste er 2012 im Alter von 84 Jahren ein von Einar Hille und Jakob Davidowitsch Tamarkin aufgezeigtes und seit 1933 ungelöstes mathematisches Problem.
Billy Rhoades pflegte die fachliche Korrespondenz mit Kollegen aus aller Welt bis ins hohe Alter von 92 Jahren.

## Anekdoten
Billy Rhoades hatte ein bemerkenswert akribisches Ablagesystem, das auf 3x5-Notizkarten gespeichert war. Jeden Mittwochnachmittag war er in der Swain Hall Bibliothek der Universität zu sehen, wie er sich über Zeitschriften wälzte, die Karten aktualisierte und die Informationen mit Querverweisen bezog. Rhades teilte diese Informationen großzügig mit anderen Kollegen. Wenn er zu anderen Institutionen reiste, sah man ihn oft, wie er Bloomington mit einem Stapel Karten von vielen Zentimetern Dicke verließ.
Als Paul Halmos einen für Mathematiker beliebten Vortrag über Matrizen hielt, stellte er die Frage: Hat die Cesaro-Matrix eine Quadratwurzel?  Es war ein typisches Halmos-Puzzle – einfach zu sagen, aber für das Publikum irritierend unbekannt. Billy Rhoades, der sein umfangreiches Wissen über die Summationsverfahren nutzte, zeigte leicht, dass die Antwort ja war, und war in der Lage, die Quadratwurzel explizit zu beschreiben.
Billy Rhoades war ein begeisterter Tennisspieler und liebte Sport aller Art. Viele Jahre lang hatte er Tickets für die Basketball-, Football- und Fußballspiele der Mannschaften der Indiana University.

## Schriften
- Hausdorff summability methods, Transactions of the American Mathematical Society,  Vol. 101, No. 3 (1961), pp. 396–425
- A fixed point theorem for generalized metric spaces, International Journal of Mathematics and Mathematical Sciences, 1996, vol.19
- Some fixed point procedures,  (Co-Autor: L. Saliga), Nonlinear Analysis Forum 6(1), pp. 193–217, 2001
- Hausdorff Prime Matrices, Canadian Mathematical Bulletin, Volume 55, Issue 1, 01 March 2012, pp. 172–175
- Current Topics in Summability Theory and Applications,  (Co-Autor: H.Dutta), Springer 2014, ISBN 978-981-10-0912-9.